# 오사키정 (히로시마현)
오사키정(大崎町)은 히로시마현에 존재했던 정으로, 정역은 오사키카미지마의 북동부에 위치하였다. 2003년 4월 1일, 오사키정과 도요타군 기노에정, 히가시노정이 합병(신설합병), 도요타군 오사키카미지마정이 신설되며 소멸하였다.

## 역사
- 1889년 4월 1일 - 정촌제 시행에 의해 도요타군 오사키나카노촌이 성립하였다.
- 1917년 4월 1일 - 오사키나카노촌에서 나카노촌으로 개칭되었다.
- 1920년 1월 1일 - 나카노촌의 일부구역이 분립해, 도요타군 히가시노촌의 일부와 합병해 도요타군 기노에정이 성립하였다.
- 1955년 3월 31일 - 도요타군의 나카노촌, 니시노촌이 합병 (신설합병)해 오사키정이 성립하였다.
- 2001년 3월 24일 - 게이요 지진이 발생해, 진도 6약의 관측되었다.
- 2003년 4월 1일 - 오사키카미지마에 있는 도요타군 기노에・히가시노정과 합병 (신설합병)해 오사키카미지마정이 되어 소멸하였다.